# Pinguin Humboldt
Pinguinul Humboldt (Spheniscus humboldti) este un pinguin de talie medie. Trăiește în America de Sud, arealul său fiind în principal cea mai mare parte a coastei Peru. Cele mai apropiate rude ale sale sunt pinguinul african, pinguinul Magellan și pinguinul Galápagos. Pinguinul Humboldt și curentul de apă rece în care înoată sunt numite după exploratorul german Alexander von Humboldt. Specia este evaluată ca vulnerabilă de către IUCN, fără un plan în vigoare de redresare a populației. Populația actuală este compusă din 32.000 de indivizi maturi și este în scădere. Este o specie migratoare.
Pinguinii Humboldt cuibăresc pe insule și pe coastele stâncoase, făcând găuri în guano și uneori folosind  peșteri sau cuiburi făcute la nivelul solului. În America de Sud, pinguinul Humboldt se găsește doar de-a lungul coastei Pacificului, iar arealul pinguinului Humboldt se suprapune cu cea a pinguinului Magellan de pe coasta centrală a Chile. Este rătăcitor în Ecuador și Columbia. Se știe că pinguinul Humboldt trăiește în colonii de specii mixte cu pinguinul Magellan în cel puțin două locuri diferite din sudul Chile.
Pinguinul Humboldt a devenit un punct central al ecoturismului în ultimele decenii.

## Descriere

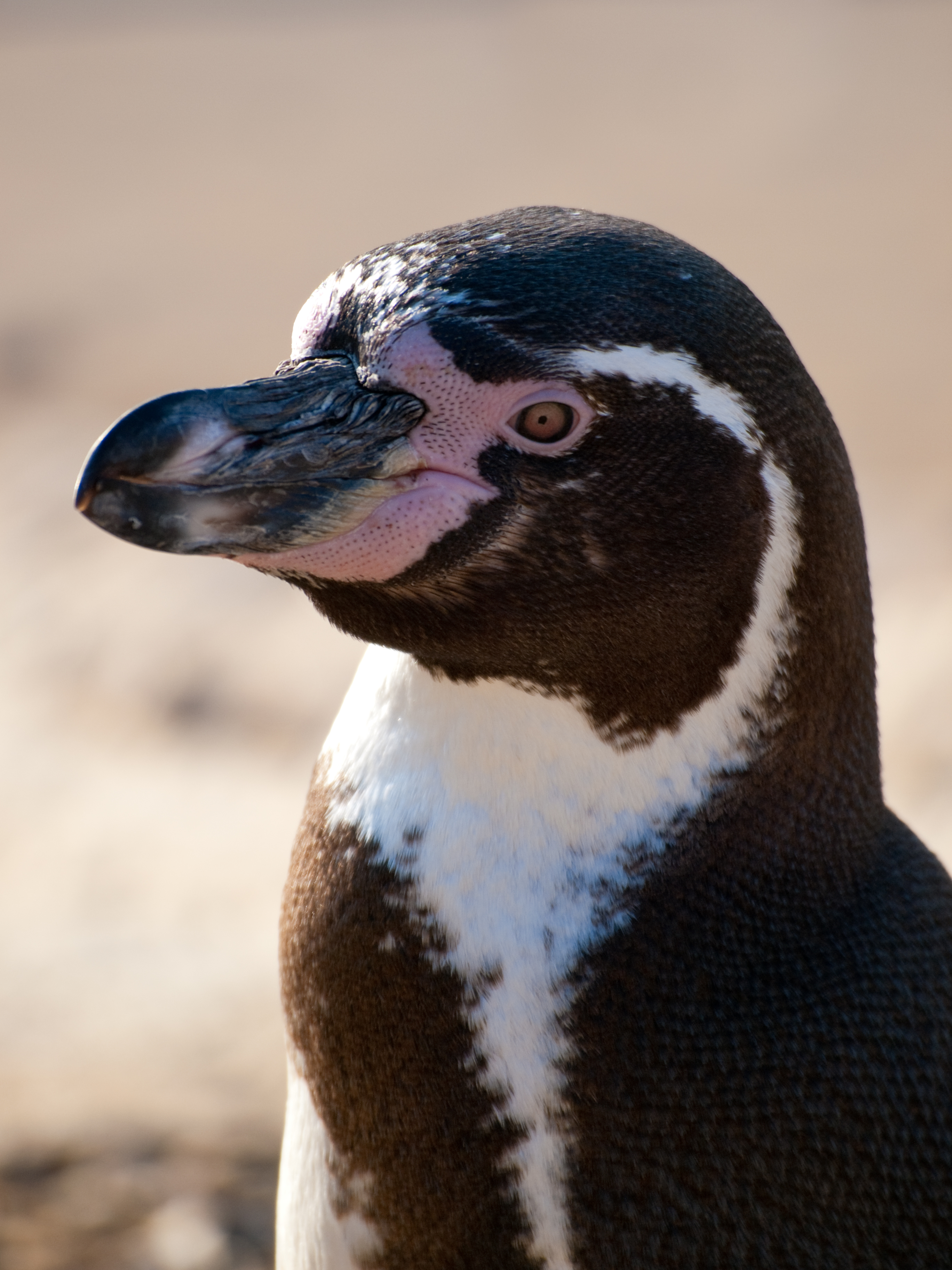
Detaliu al capului unui exemplar.

Pinguinii Humboldt sunt pinguini de talie medie, crescând până la 56-70 cm lungime și o greutate de 2,9 până la 6 kg. Sexul pinguinului Humboldt nu poate fi recunoscut prin diferențele de penaj, deoarece acestea sunt monomorfe. Masculul este mai greu și mai mare decât femelela. Sexul lor poate fi determinat prin lățimea capului și lungimea cipcului; masculul are cipcul mai lung decât femela. În timp ce toți pinguinii Spheniscus sunt apropiați ca mărime, pinguinul Humboldt este cea mai grea specie din gen, femelele cântărind în medie 4,05 kg și masculii cu o medie de 4,7 kg.
Pinguinii Humboldt au un cap negru cu o margine albă care trece din spatele ochiului, în jurul acoperitoarelor negre ale urechilor și bărbiei și se unește la gât. Au părți superioare cenușii-negricioase și părți inferioare albicioase, cu o bandă neagră la piept care se extinde în jos până la coapsă. Au o bază roz-cărnoasă la cioc. Juvenilii au capul întunecat și nu bandă pe piept. Au spini pe limbă pe care îi folosesc pentru a-și ține prada.

## Etimologie
Atât pinguinul Humboldt, cât și Curentul Humboldt au fost numite după Alexander von Humboldt. Este cunoscut în Peru sub denumirea de pajaro-niño, care se traduce prin „pui de pasăre”, datorită mersului lor zburător și aripilor care nu zboară întinse sugerând imaginea unui bebeluș care se plimbă pe plajă.

## Hrană
Pinguinul Humboldt se hrănește predominant cu pești. Consumul de cefalopode și crustacee variază între populații. Coloniile nordice consumă în principal scrumbie atlantică, în timp ce populațiile sudice consumă în principal hamsii și hering din Araucan. Există diferențe sezoniere în dieta pinguinului Humboldt care reflectă schimbările în disponibilitatea speciilor de pești de-a lungul anotimpurilor.

## Reproducere
Pinguinul Humboldt cuibărește în colonii mici, majoritatea perechilor depunând două ouă de aceeași dimensiune la 4 zile una de cealaltă, care necesită 41 de zile de incubație. Programul lor de reproducere este ajustat în funcție de abundența hranei. Se reproduc imediat după napârlire, când hrana este abundentă și radiația solară este redusă.
Pinguinul Humboldt depune ouă din martie până în decembrie, cu vârfuri în aprilie și august–septembrie, datorită indivizilor care scot a doua serie de pui. Jumătate dintre femele scot a doua serie de pui pe an și majoritatea au câte doi pui la fiecare serie. Dacă perechile își pierd ouăle în timpul primului sezon de reproducere, depun o nouă serie în decurs de 1-4 luni. Schimburile de incubație durează, în medie, 2,5 zile, înainte ca un părinte să preia controlul și să-i permită celuilalt să se hrănească. Nu există diferențe în contribuția la aprovizionare din partea masculilor și femelelor.
Puii eclozează, în general, la distanță de 2 zile. Sunt păziți de un părinte, în timp ce celălalt îi hrănește. Puii sunt hrăniți o singură dată pe zi. După o anumită vârstă, puii sunt lăsați nesupravegheați la locul cuibului și ambii părinți îi hrănesc simultan.